# Aulonocara aquilonium
Aulonocara aquilonium е вид бодлоперка от семейство Цихлиди (Cichlidae). Видът е уязвим и сериозно застрашен от изчезване.

## Разпространение и местообитание
Разпространен е в Малави.
Среща се на дълбочина от 12 до 25 m.

## Описание
На дължина достигат до 8,5 cm.